# فرودگاه کازاچینسک
فرودگاه کازاچینسک (به روسی: Казачинское) فرودگاهی عمومی واقع در کازاچینسکویه در کشور روسیه است.